# Cudworth (Somerset)
Cudworth – wieś w Anglii, w hrabstwie Somerset, w dystrykcie (unitary authority) Somerset. Leży 66 km na południe od miasta Bristol i 205 km na zachód od Londynu. W 2002 miejscowość liczyła 69 mieszkańców.